# من کنجکاوم (زرد)
من کنجکاوم (زرد) (انگلیسی: I Am Curious (Yellow)) فیلمی سوئدی در سبک درام به کارگردانی ویلگوت خومان با بازی خومان و لنا نیمان است که در سال ۱۹۶۷ منتشر شد. این فیلم همسو با من کنجکاوم (آبی) محصول سال ۱۹۶۸ است. این دو فیلم در آغاز قرار بود که یک فیلم سه و نیم ساعته باشند. عنوان این دو فیلم به دو رنگ پرچم سوئد اشاره دارد.